# Leubnitzer Waldsiedlung

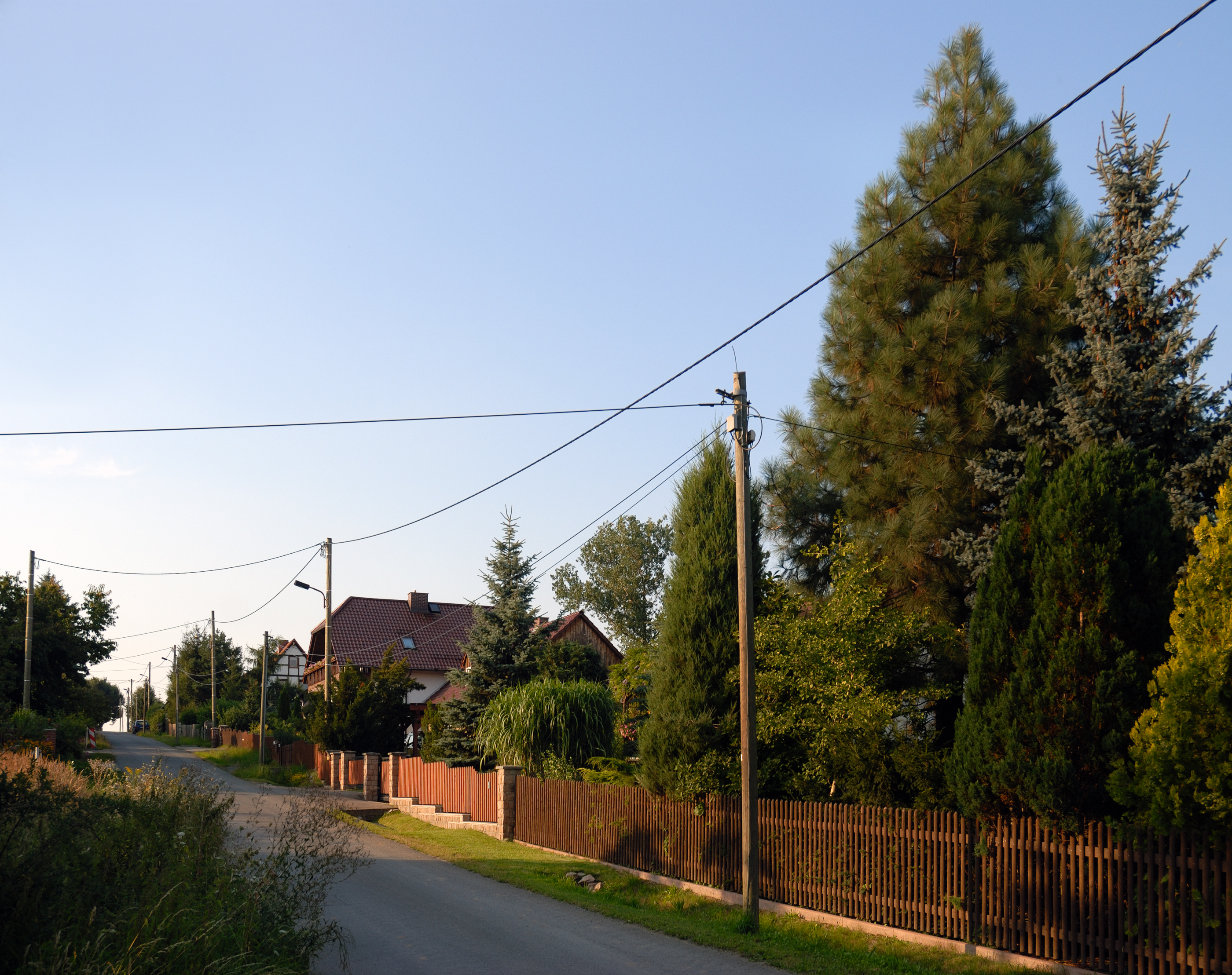
Leubnitzer Waldsiedlung

Die Leubnitzer Waldsiedlung ist eine Siedlung, die zum Werdauer Stadtteil Leubnitz im Landkreis Zwickau in Sachsen gehört.

## Geographie
Die Waldsiedlung liegt in unmittelbarer Nachbarschaft des Naherholungs- und Landschaftsschutzgebietes Werdauer-Greizer Wald zwischen Feldern, Wiesen und Waldflächen die Leubnitzer Waldsiedlung im Westen des Freistaates, rund 80 km südlich von Leipzig, und westlich von Chemnitz. Aus dem Werdauer Tal der Pleiße ist die Siedlung auf der Straße des Dreiflügels, einem alten Waldweg von Werdau zum Tischberg (400 m ü.NN), zu erreichen.
Das seit 1961 in Teilen bestehende Landschaftsschutzgebiet Wälder um Greiz und Werdau hat auf sächsischer Seite eine Größe von über 2255 ha (dieser Bereich erst 1968 unter Schutz gestellt) und erstreckt sich westlich der Stadt Werdau bis nach Thüringen.

## Geschichte
Als Neubauern-Dorf begründet steht die Waldsiedlung bei Leubnitz auf früherem Waldboden, der auf Befehl der sowjetischen Militäradministration abgeholzt und zu Brettern für die Kisten zur Verpackung der Reparationsgüter verarbeiten worden ist. Dazu mussten viele Sägewerke der Umgegend, so auch das ehemalige Sägewerk Müller in Leubnitz, ausschließlich für die sowjetische Besatzungsmacht Bretter aus den gefällten Bäumen schneiden. Die Bretter sollten „möglichst astfrei“ sein. So wurden auf Anordnung reihenweise in vielen Textilfabriken der Umgegend die großen Spinnereimaschinen ausgebaut, um diese als Reparationsgüter in die Sowjetunion zu schaffen. Die Anordnung zur Abholzung wurde von der sowjetischen Besatzungsmacht anhand der Landkarte gegeben, so dass sämtliche Flächen, auch der Schonungsbestand abgeholzt wurden, nur um dem Befehl gerecht zu werden.
Die Besiedlung der abgeholzten Fläche erfolgte nicht aus „humanen Gründen“, sondern, weil das Land Sachsen keine Pflanzen für eine Wiederaufforstung des großen Gebietes zur Verfügung hatte. Zuerst war die zur Versiedlung vorgesehene Fläche größer und begann schon an der Leubnitzer Försterei.
Es gab anfangs ca. 50 bis 60 Siedler aus verschiedenen deutschen Provinzen, die dort Neubauernstellen errichten wollten, darunter waren viele Vertriebene aus Ostpreußen, Niederschlesien, Oberschlesien, Vorpommern, und dem Sudetenland, aber auch welche aus Sachsen. Es war ein zusammengewürfeltes Völkchen, dass sich so recht und schlecht vertragen musste.
Der Beginn zur Errichtung einer Landwirtschaft war noch lange nicht möglich, denn es steckten noch die Baumstöcke im Boden und alle Flächen lagen voller Äste. Letztere verschwanden aber sehr schnell, da die Werdauer Bevölkerung wegen Kohlenmangel täglich mit Handwägen auf diese Flächen zogen und die Äste heimschafften.
Nachdem die Neubauernstellen schon planerisch parzelliert und durch Verlosung vergeben worden waren, entschied die Landesregierung, doch nicht alles zu versiedeln, sondern einen großen Teil für Schrebergärten vorzusehen, um auch der Bevölkerung von Leubnitz und Werdau die Möglichkeit zu geben, ein kleines Grundstück erwerben zu können. So entstanden vorn von den zwei Villen (Päsler-Villa etc.) an bis zum Stiefelknecht und dann darüber hinaus bis zur Meiselwiese in Richtung Langenbernsdorf die ersten Gärten, in denen sich die neuen Besitzer kleine und mittlere Häuschen bauten. Danach entstanden die Gärten von der Försterei Leubnitz angefangen bis zur Bahnlinie. Diese noch auf Werdauer Flur gelegenen Grundstücke werden auch aufgrund der räumlichen Distanz allgemein nicht zur Leubnitzer Waldsiedlung gezählt. Viele der Grundstücksbesitzer sind heute im Verein der Werdauer Waldsiedlung organisiert welcher sich unter anderem um die Stromver- und Abwasserentsorgung der Siedlung kümmert.
Auf einer Versammlung der Siedler wurden den siedlungswilligen Leuten Neubauernstellen in Mecklenburg angeboten, wo guter Boden vorhanden war und nicht erst durch Roden etc. urbar gemacht werden musste. Die Entscheidung war auf freiwilliger Basis und zufällig wollten so viele Siedler nach Mecklenburg gehen, dass die Anzahl der Verbleibenden mit dem überarbeiteten Siedlungsflächenplan übereinstimmte. Die Siedlungsstellen für die 13 Siedler wurden schließlich verlost und es entstand so die Waldsiedlung Leubnitz.
Anfangs wurden alle Siedler aufgefordert, sich ein Provisorium zum Wohnen zu bauen, weil das Bauen der Fachwerkhäuser ein paar Jahre dauern würde. So bauten sich viele ein Holzhäuschen. Später entstanden vier größere Massivhäuser, dann wurden aus Geldmangel die nächsten Typen kleiner und eines davon wurde in Lehmbauweise erstellt.
Die Flächen ringsum die Siedlung wurden zu den Feldern und Wiesen, die für eine Wiederaufforstung vorgesehen sind. Im Dorf finden sich dort neben einigen in den letzten Jahren neu erbauten auch ein gutes Dutzend Häuser aus der Zeit nach 1945: einfache Bauernhäuser, Fachwerkbauten, Lehmhäuser, heute meist saniert und vor dem Verfall bewahrt, einige unter Denkmalschutz.
Darunter sind einige Fachwerkgebäude, zeittypische Neubauern-Häuser in gutem Originalzustand, in denen unter einem Dach Mensch und Tier zusammen wohnten. Mit einfachen, oft primitiven Mitteln wurden nach 1945 hier Häuser errichtet, die Wohnen und landwirtschaftliches Arbeiten miteinander zu verbinden vermochten.
Die Siedlung wird im Volksmund auch „Negerdorf“ genannt. Die Herkunft dieser Bezeichnung ist unklar. Möglicherweise rührt sie von der als primitiv empfundenen Bauweise der ersten Häuser und den daraus resultierenden Lebensverhältnissen her.